# SDP35型柴油机车
SDP35型柴油机车是美国通用汽车易安迪公司（GM-EMD）于1964年推出，在SD35型柴油机车基础上发展而来的一款干线客货运通用柴油机车。
1964年，当时的海岸快线铁路要求易安迪公司为其开发一款客货运通用机车，用来替换日渐老化的易安迪E系列客运柴油机车，既可以牵引采用蒸汽取暖的旅客列车，又可以作为货运机车牵引货物列车。于是，易安迪公司在SD35型柴油机车的基础上研制了SDP35型柴油机车，其主要特点是在车体内增加了为列车供暖的蒸汽锅炉，并改为使用经过改良的D77型牵引电动机。1964年7月至1965年9月间，易安迪公司共制造了35台SDP35型柴油机车，其中海岸快线铁路订购了20台，联合太平洋铁路订购了10台，路易斯维尔和纳什维尔铁路订购了4台，大西洋海岸线铁路订购了1台。1966年，随着新一代的易安迪645系列柴油机研制成功，易安迪公司亦推出了SDP40型柴油机车，作为SDP35型柴油机车的后继产品。
在SDP35型柴油机车投入之时，美国铁路长途客运已步入夕阳时代。尽管这款机车最初设计用于客运服务，但在长途旅客列车逐渐被削减的情况下，它更多的用来牵引快速货物列车和背负式列车（将集装箱拖车装在铁路平车上的列车），而路易斯维尔和纳什维尔铁路订购的4台机车实际上在交付时并未装备蒸汽锅炉，这是因为在机车尚未完工时州际商务委员会已经批准该公司削减旅客列车的计划。1967年7月1日，海岸快线铁路与大西洋海岸线铁路合并成为海岸沿海铁路，并接手了所有原分属这两家公司的SDP35型柴油机车。1971年，美国政府不得不接手岌岌可危的长途铁路客运，并成立了负责经营全国性铁路客运业务的美铁（Amtrak），由于这时所有SDP35型柴油机车都被作为货运机车使用，因此美铁此后亦没有从铁路公司收购任何SDP35型机车。
SDP35型柴油机车是干线客货运通用的六轴柴油机车，采用单司机室、底架承载结构、双侧外走廊的罩式车体，车体上部自前向后由电气室、司机室、动力室、冷却室四部分组成，其中电气室一端称为短罩端，动力室和冷却室一端称为长罩端，而短罩端的高度比长罩端低，使司机室具有较广阔的瞭望视野。机车走行部采用两台“Flexicoil”三轴转向架，二系悬挂采用扰度较大的螺旋圆弹簧，以改善机车的运行品质和线路适应性。动力装置为一台16气缸、二冲程、涡轮增压的16-567D3A型柴油机。传动系统采用直—直流电传动，柴油机直接驱动一台D32型直流发电机，发出的直流电供给六台D77型直流牵引电动机。牵引电动机采用轴悬式驱动方式，牵引齿轮传动比为3.93（59：15）。